# Gamestop

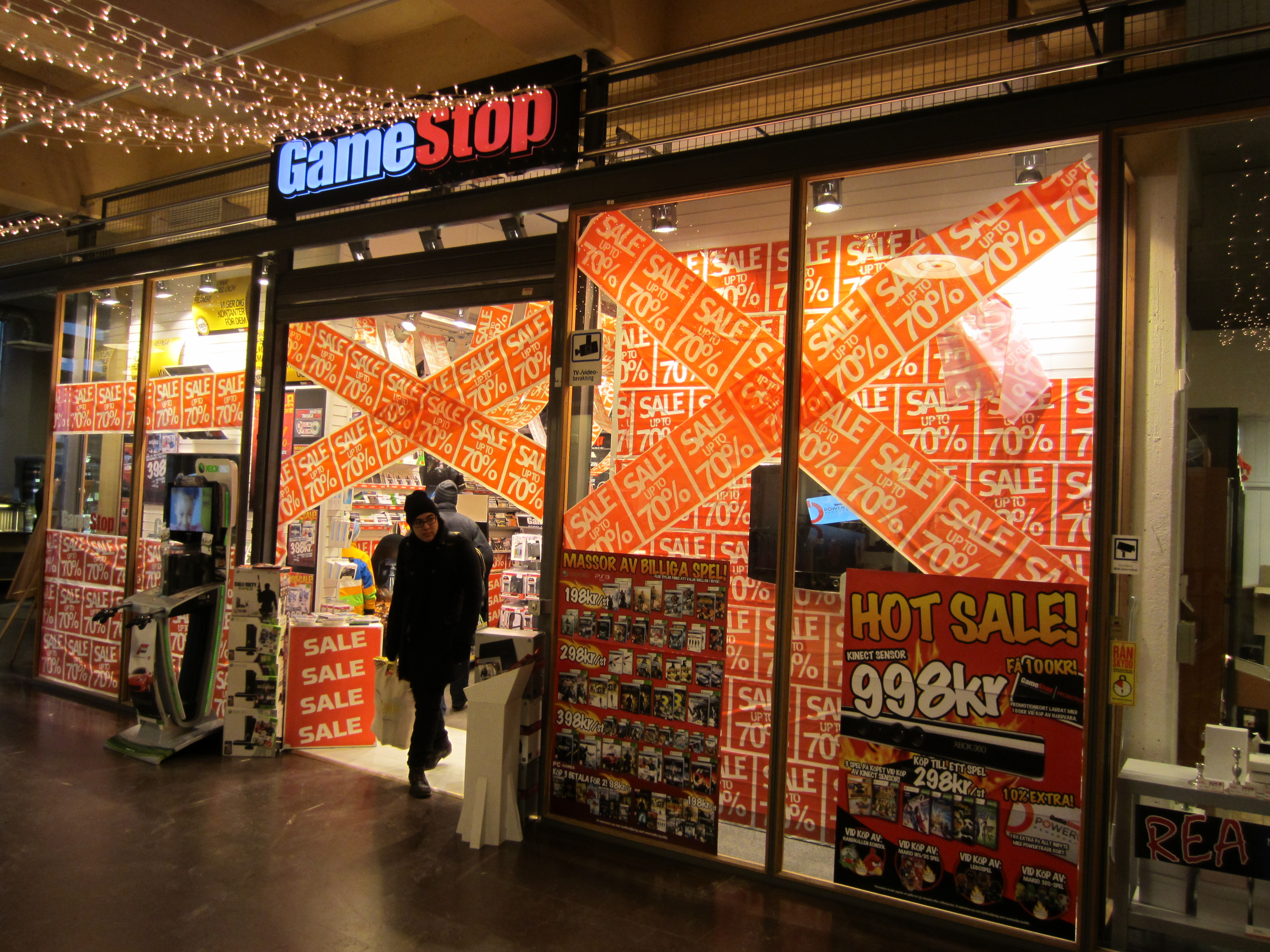
GameStop i köpcentret Strömpilen, Umeå

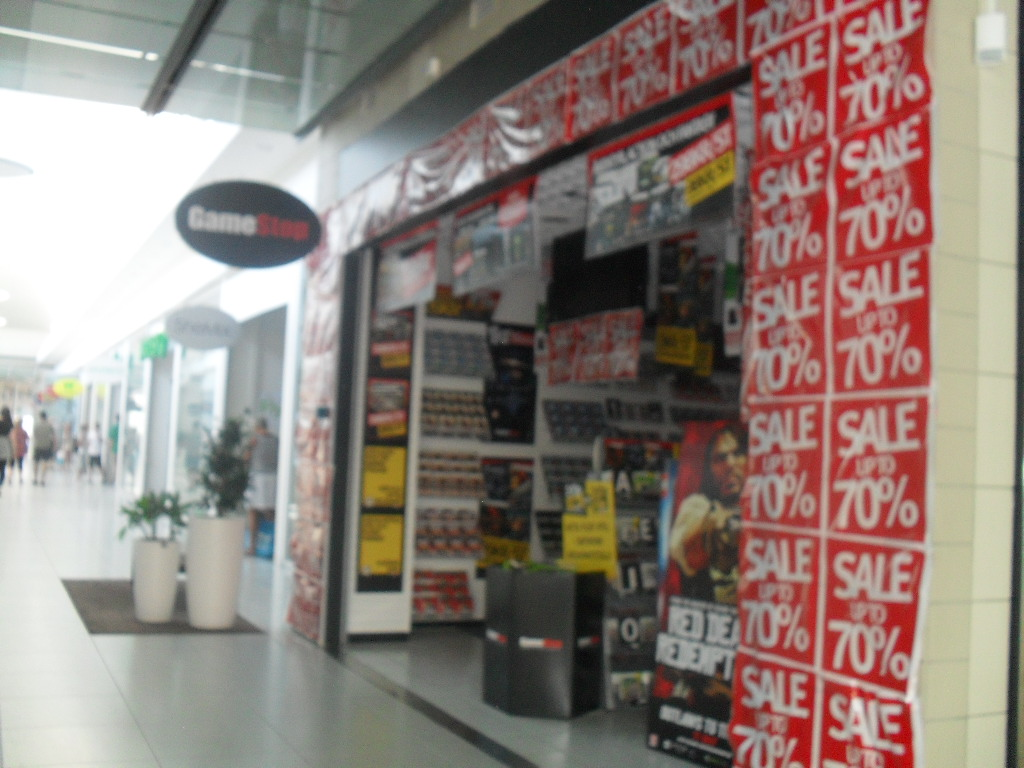
GameStop i Tyresö Centrum.

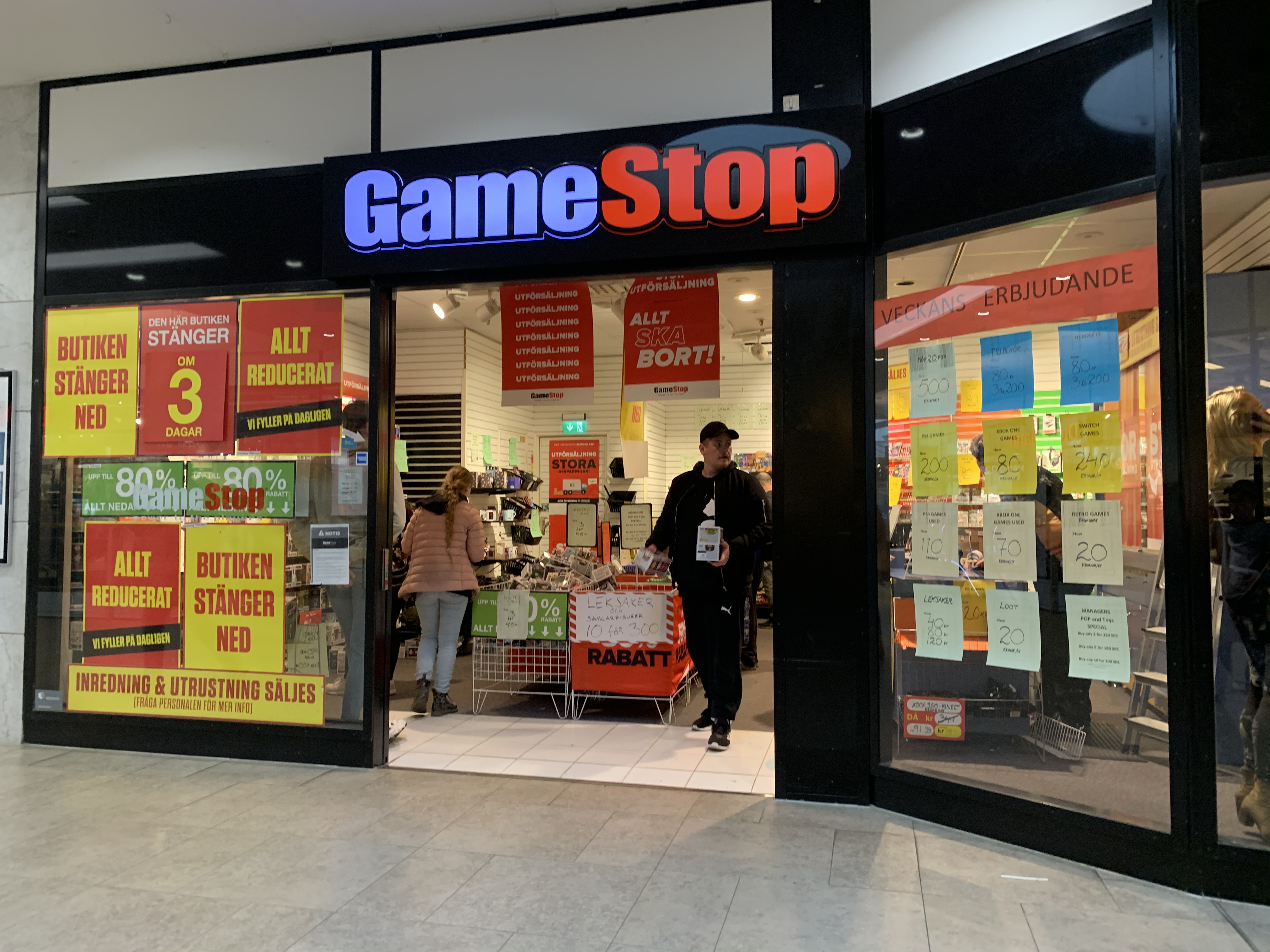
GameStop i Globen Shopping.

GameStop är, tillsammans med EB Games, världens största återförsäljare av TV- och datorspel samt tillbehör med över 4 400 butiker i Australien, Kanada, Frankrike, Italien, Nya Zeeland, Tyskland, och USA.
1 november 2019 meddelade Computer Sweden att Gamestop kommer att läggas ner i Norden under 2020. Under slutet av 2020 och början av 2021 var bolaget framför allt känt för den enorma kursuppgång som följde från Reddits subforum: wallstreetbets. Under en kort period gick aktien upp över 2000%, för att sedan falla tillbaka.